# Internationale Filmfestspiele von Cannes 1987
Die 40. Internationalen Filmfestspiele von Cannes 1987 fanden vom 7. Mai bis zum 19. Mai 1987 statt.

## Wettbewerb
Im Wettbewerb des diesjährigen Festivals wurden folgende Filme gezeigt:
| Filmtitel                           | Regisseur             | Produktionsland                             | Darsteller (Auswahl)                               |
| Aria                                | u. a. Altman, Godard  | Großbritannien                              | Episodenfilm von 10 Regisseuren                    |
| Barfly                              | Barbet Schroeder      | USA                                         | Mickey Rourke, Faye Dunaway                        |
| Der Bauch des Architekten           | Peter Greenaway       | Großbritannien, Italien                     | Brian Dennehy, Lambert Wilson                      |
| Champ d’honneur                     | Jean-Pierre Denis     | Frankreich                                  | Cris Campion                                       |
| Chronik eines angekündigten Todes   | Francesco Rosi        | Kolumbien, Frankreich, Italien              | Rupert Everett, Ornella Muti, Gian Maria Volonté   |
| Die Familie                         | Ettore Scola          | Frankreich, Italien                         | Vittorio Gassman, Stefania Sandrelli, Fanny Ardant |
| Die Glasmenagerie                   | Paul Newman           | USA                                         | Joanne Woodward, John Malkovich, Karen Allen       |
| Der Himmel über Berlin              | Wim Wenders           | Deutschland, Frankreich                     | Bruno Ganz, Solveig Dommartin, Otto Sander         |
| A Man in Love                       | Diane Kurys           | Frankreich, Italien, Großbritannien         | Peter Coyote, Greta Scacchi, Jamie Lee Curtis      |
| Yeelen                              | Souleymane Cissé      | Mali, Burkina Faso, Frankreich, Deutschland |                                                    |
| Monanieba                           | Tengis Abuladse       | Sowjetunion                                 |                                                    |
| Pierre und Djemila                  | Gérard Blain          | Frankreich                                  |                                                    |
| Schwarze Augen                      | Nikita Michalkow      | Italien                                     | Marcello Mastroianni, Marthe Keller                |
| Shinran: Shiroi michi               | Rentarō Mikuni        | Japan                                       |                                                    |
| Shy People – Bedrohliches Schweigen | Andrei Kontschalowski | USA                                         | Jill Clayburgh, Barbara Hershey, Martha Plimpton   |
| Die Sonne Satans*                   | Maurice Pialat        | Frankreich                                  | Gérard Depardieu, Sandrine Bonnaire                |
| Das stürmische Leben des Joe Orton  | Stephen Frears        | Großbritannien                              | Gary Oldman, Alfred Molina, Vanessa Redgrave       |
| Um Trem para as Estrelas            | Carlos Diegues        | Brasilien, Frankreich                       |                                                    |
| Az Utolsó kézirat                   | Károly Makk           | Ungarn                                      | Jozef Kroner, Aleksander Bardini                   |
| Zegen                               | Shohei Imamura        | Japan                                       |                                                    |

* = Goldene Palme

## Internationale Jury
Jurypräsident war in diesem Jahr Yves Montand. Ihm zur Seite standen in der Jury folgende Jurymitglieder: Theo Angelopoulos, Gérald Calderon, Danièle Heymann, Elem Klimow, Norman Mailer, Nicola Piovani, Jerzy Skolimowski und Jeremy Thomas.

## Preisträger
- Goldene Palme: Die Sonne Satans
- Großer Preis der Jury: Monanieba
- Sonderpreis der Jury: Das Licht und Shinran: Shiroi michi
- Bester Schauspieler: Marcello Mastroianni in Schwarze Augen
- Beste Schauspielerin: Barbara Hershey in Shy People
- Bester Regisseur: Wim Wenders für Der Himmel über Berlin
- Beste künstlerische Einzelleistung: Stanley Myers für die Filmmusik zu Das stürmische Leben des Joe Orton

## Weitere Preisträger
- Jubiläumspreis zum 40. Filmfestival von Cannes: Fellinis Intervista (Intervista) von Federico Fellini (außer Konkurrenz)
- FIPRESCI-Preis: Monanieba
- Preis der Ökumenischen Jury: Monanieba